# 津島文治
津島文治（日语：／ Tsushima Bunji；1898年1月20日—1973年5月6日）是日本企業家、政治人物。作家太宰治的兄長。曾任金木町町長、青森縣議会議員、青森縣知事（3屆）、眾議院議員（2屆）、參議院議員（2屆）。

## 經歷
曾祖父津島惣助為明治維新以後，依靠金融業起家的津島財閥與金木銀行的創始人。津島家作為地方望族，津島惣助曾任北津輕郡会議員，入贅的父親津島源右衛門曾任眾議院議員與貴族院多額納税者議員。津島文治為津島家第三子，在東京求學期間曾立志當劇作家，但由於兄長相繼死去而被迫成為長子繼承家業。1925年，大學剛畢業就當選金木町町長。1927年轉而參選剛剛開放普選的青森縣議会議員，在北津輕郡選區以最高票當選。1931年改選前被政友會推薦參選，但其本人推辭並未出選。1935年再次出選並且當選。
1937年4月，津島辭去縣議員職務參選眾議院議員，以青森縣第2區內排名第二當選。由於津島的競選陣營有買票嫌疑，因此4月30日投票日之前津島就被警察帶往五所川原警署調查。5月8日，津島在拘留所發出撤銷當選以及辭去縣議員職務的通知，其後亦辭去金木銀行行長等職務，在家隱居長達8年。
1946年重新投入政界，加入幣原喜重郎任黨首的日本進步黨。1946年在青森縣全縣區以排名第六當選眾議院議員。1947年辭去議員職務參選第一任民選青森縣知事，依靠民主黨的推薦以及津輕地區的多數票擊敗自由黨推薦的小笠原八十美、日本社会党推薦的大澤久明等人成功當選，其間因戰爭回鄉避難的太宰治也為兄長積極助選。當選後，應青森縣財政收入不足設立縣立蘋果振興會社，在縣內推行蘋果產業改革並開始徵收「蘋果稅」。但3年後，地方稅稅制審議會認定該稅種不合規定而不批准該稅繼續施行，因此津島於1950年9月28日在任期途中辭職。
第二屆知事選舉前，自由黨提名津島再次出選，縣內的民主黨與自由黨重鎮也聯合表態支持津島參選。所以第二屆是由津島對陣日本社會黨提名的米内山義一郎，而選舉結果是津島以26萬多票大勝僅得到10萬餘票的米內山。第二任期內，津島主要依靠削減縣職員人數來減少財政赤字並取得成功，後於1954年10月屆滿。
1954年11月的第三屆知事選舉中，由於津島採取非黨派中立立場，因此自由黨推薦前青森市長千葉傳藏，農協推薦山内亮，日本社會黨派出米内山義一郎參選，最終津島依靠眾議院議員小笠原八十美以及山崎岩男等人的支持而第3次當選。1956年6月，津島因競選時提出的上北地區北部開墾計劃與八戶市的工廠建設計劃相繼完成，加上新成立的自由民主黨內部原自由黨與原民主黨兩方的糾紛激化而再次於任期中辭職。
在休養2年後，津島在參選1958年眾議院議員選舉之前將故鄉所在的第2區讓給女婿田澤吉郎，而從青森縣東部的第1區出選並當選，共連任2屆。但在1963年因之前作出的新建工業專科學校的承諾未能兌現，加上縣內自民黨津島派分裂，在青森市內大量跑票而落選，後轉而參選1965年的參議院議員選舉並當選，共連任2屆。1973年於任期中去世，享年75歲。
津島去世之後，除了長子津島康一作為演員遠離政界以外，津島家先後有4人依靠津島文治在政壇的人脈與名聲當上國會議員，包括曾任農林水產大臣、防衛廳長官的女婿田澤吉郎以及太宰治的女婿，曾任厚生大臣的津島雄二。另外，太宰治在東京與山崎富榮投水自盡發生在津島文治第一屆知事任期內，對津島打擊較大，因此津島此後一直拒絕回應傳媒關於太宰的提問，直到去世以前才願意提及此事。